# Agrotis posteli
Agrotis posteli är en fjärilsart som beskrevs av Culot 1909. Agrotis posteli ingår i släktet Agrotis och familjen nattflyn. Inga underarter finns listade i Catalogue of Life.